# السلطانة خديجة بنت مراد الخامس
السلطانة خديجة (5 مايو 1870م - 13 مارس 1938م) هي ابنة السلطان مراد الخامس سلطان الدولة العثمانية. تزوجت «داماد وزير علي واصف أفندي» وانفصلت عنه، وولد لها من هذه الزيجة ابنتها «السلطانة عائشة». وتزوجت للمرة الثانية من «داماد رؤوف خير الدين بك أفندي»، وولد لها من زوجها هذا «سلطان زاده خيري بك» و«السلطانة سلمى». توفيت السلطانة خديجة في يوم 13 مارس 1938.